# Funk ostentação
Le funk ostentação est un genre musical brésilien ayant émergé en 2008 dans la ville de São Paulo, qui s'est d'abord développé dans la région métropolitaine de São Paulo et dans la Baixada Santista, avant de prendre une ampleur nationale à partir de 2011.

## Description
Les thèmes centraux abordés dans les chansons se réfèrent à la consommation et à l'ostentation proprement dite, où une grande partie des représentants cherchent à chanter des voitures, des motos, des boissons et d'autres objets de valeur, en plus de faire fréquemment des citations aux femmes et à la façon dont elles ont atteint un plus grand pouvoir de biens matériels, exaltant l'ambition de quitter la favela et de conquérir leurs objectifs. Le genre est créé comme une alternative aux paroles abordées par le rythme carioca, qui citait essentiellement des contenus liés à la criminalité et à une souffrance quotidienne.
La première chanson du style a été enregistrée par les MC Backdi et Bio G3 en septembre 2008, intitulée Bonde da Juju, faisant clairement référence à l'ostentation. Après plusieurs festivals du genre organisés dans l'État, plusieurs chanteurs ont été découverts, tandis que d'autres ont fini par se réadapter au funk ostentação, qui a atteint sa première exposition nationale avec la sortie de la vidéo musicale Megane, par le chanteur MC Boy do Charmes, à la mi-2011. [Lorsqu'il est devenu évident que l'ostentation funk serait mieux représentée sous forme audiovisuelle, le cinéaste KondZilla innove en étant le premier à produire un contenu visuel, qui a été largement approuvé par les fans. À titre d'exemple, trois vidéos musicales du rythme ont figuré parmi les dix vidéos les plus regardées au cours des années 2012 et 2013.
La consolidation du funk ostentação comme l'un des genres les plus connus dans le pays est intervenue avec la mort tragique de Daniel Pellegrine, connu dans les milieux artistiques sous le nom de MC Daleste, abattu par deux coups de feu lors d'un concert en juillet 2013 à Campinas. Il était l'un des principaux représentants du style au moment de sa mort, qui a fait l'objet d'une couverture nationale et même internationale, faisant de lui l'un des noms les plus recherchés sur Google au Brésil cette année-là,. L'exposition de l'affaire dans les médias a incité d'autres artistes funk à accorder des interviews à des chaînes de télévision pour témoigner de leur carrière et du fait qui s'est produit.
Le funk ostentação a été très populaire de 2011 à 2014 ; cependant, avec les impacts de la crise économique de 2014 dans le pays, le sous-genre a décliné et a finalement été remplacé par deux autres sous-genres de funk, le funk chavoso et le funk ousadia,.